# Jaime Córdova
Jaime Córdova Ortega (San Antonio, 6 de noviembre de 1973) es un académico, historiador del cine, investigador, periodista y ensayista chileno.

## Biografía
Fue criado por sus abuelos y sus primeros intereses por el cine comenzaron desde la temprana edad de 3 años cuando veía en la televisión películas de John Ford, Terence Fisher y de Howard Hawks.
Estudió 4 años Derecho en la Universidad La República obligado por sus padres. No obstante, su inclinación al mundo del cine lo llevó a cambiarse de carrera. Obtuvo el grado académico de periodista y licenciado en comunicaciones en la Universidad La República, el de Magíster en Comunicación y Periodismo en la Pontificia Universidad Católica de Valparaíso y el de Diplomado en estudios en Cine, en la Pontificia Universidad Católica de Chile.
Ha impartido clases de historia del cine y restauración fílmica en diversas universidades del país, entre una de ellas, la Universidad Finis Terrae, en la cual trabajaba anteriormente cómo académico. En la actualidad se desempeña cómo académico de la Universidad Viña del Mar, Universidad de Playa Ancha y del Instituto Profesional DuocUC.
Ha contribuido de manera significativa a la restauración y descubrimiento de películas perdidas, entre ellas las películas chilenas Incendio (1926) El hechizo del trigal (1939), Flor del Carmen (1944), La transmisión del mando supremo (1921) y la estadounidense La gota escarlata (1918), del director John Ford.
Condujo durante 10 años el programa Ciclo de Cine Patrimonial, junto a la periodista Verónica Neumann, en Cámara de Diputados Televisión.
En la actualidad es director del Festival de Cine Recobrado de Valparaíso y de la Cinemateca del Pacífico. Actuó en el cortometraje Giros (2019), dirigido por Mariano Sosa.

## Libros
Córdova Ortega ha publicado varios libros, entre ellos:
- Fenomenología de lo fantástico en el cine de Terence Fisher (2010), en coautoría con Alonso Machuca
- Hammer Films, otra mirada hacia el horror (2005)
- Próximamente en esta pantalla (2006)
- Conversando sobre cine chileno (2016)
- Escribir desde los fragmentos (2021), en coautoría con Maritza Rodríguez
- La biblioteca del Conde Drácula (2021), en coautoría con Carlos Lloró y Patricio Alfonso
- Cine documental chileno, un espejo a 24 cuadros por segundo (2007)
- Diario de un naufragio (2022), obra póstuma del creador del Festival de Cine Recobrado de Valparaíso, Alfredo Barría Troncoso